# ツェッペリン
ツェッペリン（独: Zeppelin）とは、20世紀初頭、フェルディナント・フォン・ツェッペリン伯爵（通称Z伯）が開発した硬式飛行船の一種を指す。
ツェッペリンの設計した船体は非常に成功した結果、「ツェッペリン」という語句は慣用的にあらゆる硬式飛行船のことを指すようになった。硬式飛行船は外殻の支持構造をもつ飛行船であり、ガス圧で外形を維持する軟式飛行船と区別される。

## 概要
ツェッペリン飛行船は、アルミニウムなどの軽金属の外皮を被せた枠組構造内に、空気より軽い水素ガスを詰めた複数の気嚢を収容している。乗客や乗員の乗る居住空間（ゴンドラ）が枠組構造の底部に取り付けられている。動力源は、数基のレシプロエンジンである。
硬式飛行船の設計が優れている点は、浮揚用水素ガス袋と、船体構造とを分離した点にある。従来の軟式飛行船は、ガス袋そのものを船体としていたため、変形しやすく、高速飛行は不可能であった。硬式飛行船はアルミニウム合金の多角形横材と縦通材で骨格をつくり、張線で補強し、その上へ羽布（亜麻、苧麻、木綿などの布）を張って流線形の船体を構成し、ガス袋を横材間に収めた。
このような構造をもつ硬式飛行船は、船体の外形を保持することができ、飛行機よりは遅いものの、駆逐艦には追尾できない高速を発揮した。飛行船は実用的な空の輸送手段となった。
硬式飛行船の優れたもう一点は、大型化を可能にしたことである。空気の流れで揚力を生み出す飛行機と異なり、ツェッペリン飛行船の浮力は寸法の3乗である体積に比例し、また、構造重量は寸法の3乗以下にとどめることができるので、大型であるほどペイロードを増大できる。

## 歴史
硬式飛行船の第1号は1900年のLZ1で、1909年にはツェッペリン伯爵は飛行船製造事業とともに、DELAGという世界初の旅客を運ぶ商業航空会社を創立した。両方の会社とも本拠地はドイツ南部にあるボーデン湖畔のフリードリヒスハーフェンにあった。
後に、ツェッペリン伯爵はツェッペリン社の代表をフーゴー・エッケナーと交代した。エッケナーは宣伝の名人であるとともに極めて技量の優れた航空機の機長だった。ツェッペリン社がその絶頂期に達したのはエッケナーの功績によるところが大きい。
1928年、ツェッペリン社は技術の総力を結集し、巨大な飛行船を製作する。グラーフ ツェッペリン号である。この最新鋭のツェッペリン飛行船は、全長235m、航続距離1万kmという超弩級の飛行船であった。
同社は1930年代までは順調に経営され、ドイツからアメリカ合衆国や南米に至る長距離航空路線を維持した。しかし、大恐慌とナチス党の台頭が会社に災いした。特に、エッケナーとナチスとは犬猿の仲であった。そのため、ツェッペリン社はドイツ政府により1930年代なかばに国有化された。
また、従来の水素ガスの替わりに、爆発の危険がなく安全なヘリウムガスを使用する予定だった新造船ヒンデンブルク号は、独米関係の悪化によって、当時唯一のヘリウムガス生産国であったアメリカからの（アメリカは飛行船の軍事転用を恐れていた）供給が滞り、水素ガスを使用しなければならなかった。1937年5月6日、同社の旗艦であるヒンデンブルク号は、アメリカのレイクハースト飛行場に着陸作業中、火災を起こし墜落、多数の犠牲者を出した。これにより、ツェッペリン飛行船の定期旅客航路の運航は中止され、ツェッペリン社は惨事の数年後には事実上活動を停止した。事故当時は水素ガスの使用がこの事故の原因とされたが、現在ではこの説は否定されている（ヒンデンブルク号爆発事故の項目を参照）。
しかし、約20年間の航空会社の私企業としての運営の間、少なくとも幾分かは利益を生み、ヒンデンブルク号の事故が起こる前までは完全な安全記録を保持していた。
なお、第一次世界大戦においては、ツェッペリン飛行船は119隻建造されて、偵察目的のほかイギリスに対する長距離爆撃にも使用された。しかし、戦術的に有効な打撃を与えることはなく、主に空を舞う威圧的な飛行船を見せて敵国の市民の戦意を削ぐ心理的な効果を狙ったものであった。
また、飛行船は低速で大きく、極めて燃えやすい水素浮揚ガスを使用していたため、イギリスの対空防御体勢が充実すると対空砲や戦闘機からの銃撃の容易な的となり撃墜されることも多く、またそれ以上の数の飛行船が往復途中の悪天候で遭難した。イギリスでは対飛行船用兵器としてランケン・ダートも開発した。
ツェッペリン飛行船のような硬式飛行船は、たとえそれがツェッペリン社と縁が無くともしばしばツェッペリンと呼ばれた。この種の飛行船はアメリカ、イギリス、イタリアおよびソ連で1920年代から1930年代にかけて製造された。しかし致死墜落事故が相次いだため製造は中止された。また、サービスでは船に劣り、速度では飛行機に劣る上、運賃は豪華客船並みという飛行船が旅客事業で生き残る事も難しかった。

## グラーフ・ツェッペリン
数多く生産されたツェッペリン式飛行船の中でも、LZ127とLZ130は機体そのものの愛称としてグラーフ・ツェッペリン（ツェッペリン伯爵号）を冠された、ただ2隻の飛行船である。LZ127は1929年に北半球周遊を行った。またこの際、日本の茨城県阿見町(霞ヶ浦)に寄港している（霞ヶ浦の歴史#軍事・航空を参照）。LZ130はLZ129ヒンデンブルク号の同型船で、1938年9月に進空したが、その後の開戦とそれによる諸事情の悪化でほとんど運用されること無く解体された。

## ツェッペリンNT
ツェッペリンNTは、1990年代にドイツのツェッペリン・ルフトシフ・テヒニーク社によって開発された飛行船。NT（）はドイツ語で「新しい技術」を意味する。
その名の通り、ツェッペリン型硬式飛行船を最先端の技術で現代に継承することを目的としており、外皮膜を新素材の化学繊維、骨格を炭素繊維で組み上げ軽量化しているほか、エンジン配置や制御方法を工夫し、従来の飛行船よりも地上要員を少なくして運用できるなどの次世代飛行船の名にふさわしい特徴を持つ。全長75m、乗員2名、乗客12名、巡航速度80km/h、最大航続距離900kmの性能を持つが、将来的には積載能力や航行能力の拡大も可能。
1997年9月にプロトタイプとして1番船フリードリヒスハーフェンが進空し、2001年8月に2番船ボーテンゼー（後に日本飛行船が購入し、JA101Zとして日本で保有）、そして3番船の計3隻が建造された。2019年現在、7番船までが建造されている。
しかし、2007年9月に1番船がボツワナで地上に係留中、突風により大破して修理不能と判定され、失われた。同船は2005年より2年の契約でダイヤモンドで有名なデビアスにリースされ、地質調査に従事していた。
2010年6月に日本飛行船が経営不振から事業停止、破産手続に入ったため、2番船は7月に埼玉県で解体された。解体された部材はドイツに売却されて再建造され、D-LZFNの機体記号でツェッペリン輸送会社の飛行事業に用いられている。

## 備考
ロックバンドのレッド・ツェッペリンという名称は、「落ちる風船（つまり失敗）」を意味する「鉛の風船 (lead balloon)」という表現を、大事故を起こしたヒンデンブルク号のイメージから「ツェッペリン」に置き換える…という軽い冗談から生まれたものである。
1971年のイギリス映画『ツェッペリン』は、同型の飛行船を題材としているが、物語自体はフィクションであり、作品内に登場するLZ36号とその行動は架空のものである。
また、ウインドサーフィンのボードにツェッペリンという有名な製品がある。
古賀春江の代表作『海』には、当時日本に立ち寄ったツェッペリン号をモチーフとしたと見られる飛行船が描かれている。